# Разъезд 13 узкоколейной железной дороги
Разъезд 13 узкоколейной железной дороги — починок  в Завьяловском районе Удмуртской Республики России. В рамках организации местного самоуправления входит (с 2021 года) в муниципальный округ Завьяловский район.  

## География
Находится в 14 км к северо-востоку от центра Ижевска.
Улиц нет.
К западу протекает р. Вожойка.
Входит в Реестр зарегистрированных в АГКГН географических названий объектов на 13.10.2014. Удмуртская Республика под номером 718137

## История
Более ранний тип поселения — разъезд.
На 01.07.1971 и на 01.01.1980 носил название 13 разъезд узкоколейной ж.-д. и входил в Ягульский сельсовет Завьяловского районаю
на 01.01.1989 носил название разъезд 13 км узкоколейной ж.-д. и входил в Хохряковский сельсовет Завьяловского района (Справочник по административно-территориальному делению Удмуртии / Составители: О. М. Безносова, С. Т. Дерендяева, А. А. Королёва. — Ижевск: Удмуртия, 1995.)
Постановлением Государственного Совета Удмуртской Республики от от 26.10.2004 г № 309-III разъезд преобразован в починок
Входил до 2021 года в Хохряковское сельское поселение, упразднённое в связи с преобразованием муниципального района в муниципальный округ..

## Население
| 2010 | 2012 | 2021 |
| ---- | ---- | ---- |
| 21   | ↘16  | →16  |

### Национальный и гендерный состав
Всероссийская перепись населения 2010 года зафиксировало 10 мужчин, 6 женщин, всего 16 человек постоянного населения.